# 大别山区域医疗中心
大别山区域医疗中心，是一家位于中華人民共和國湖北省黄冈市城东新区白潭湖南面的区域性医疗中心，屬於黄冈市中心医院的新院区。中心用地900亩，总建筑面积达25万平方米，床位2000张，建设标准为大型综合性三甲医院，总投资逾10亿。

## 歷史
大别山区域医疗中心由中南建筑设计院股份有限公司和法国AIA设计集团合作设计，於2013年12月16日開工建設。湖北铂生特建设工程有限公司參與建設。2016年大别山区域医疗中心一期竣工。在2019冠状病毒病疫情期間，黄冈市将其改造成疫情隔离点，而被称为黄冈版小汤山医院。2020年1月28日晚，大别山区域医疗中心启用，山东医疗队和黄冈市中心医院部分医护人员進駐大别山区域医疗中心並開始收治病人。